# Attenschwiller
Attenschwiller je občina v departmaju Haut-Rhin francoske regije Alzacija.
Leta 2008 je v občini živelo 882 oseb oz. 173 oseb/km².